# Nina Savina
Nina Vasil'evna Savina (in russo Нина Васильевна Савина?; Pietrogrado, 29 settembre 1915 – Leningrado, 1965) è stata una canoista sovietica.

## Palmarès

### Olimpiadi
- Bronzo a Helsinki 1952 nel K1 500 metri.